# Дисульфид меди(II)
Дисульфид меди(II) — бинарное неорганическое соединение
меди и серы с формулой CuS2,
кристаллы.

## Получение
- В природе встречается минерал вилламанинит — CuS2 с примесями Ni, Co, Fe[1]

## Физические свойства
Дисульфид меди(II) образует кристаллы
кубической сингонии,

параметры ячейки a = 0,580 нм, Z = 4.